# Estonians
Els estonians (en estonià, eestlased) són un grup ètnic del grup dels finlandesos del Bàltic. estan relacionats amb els finlandesos i habiten sobretot a Estònia. Parlen l'estonià, una llengua baltofinesa. Tot i que Estònia es considera tradicionalment com un dels estats bàltics, els estonians no estan relacionats a nivell lingüístic amb els pobles bàltics de Letònia i de Lituània.

## Història

### Prehistòria

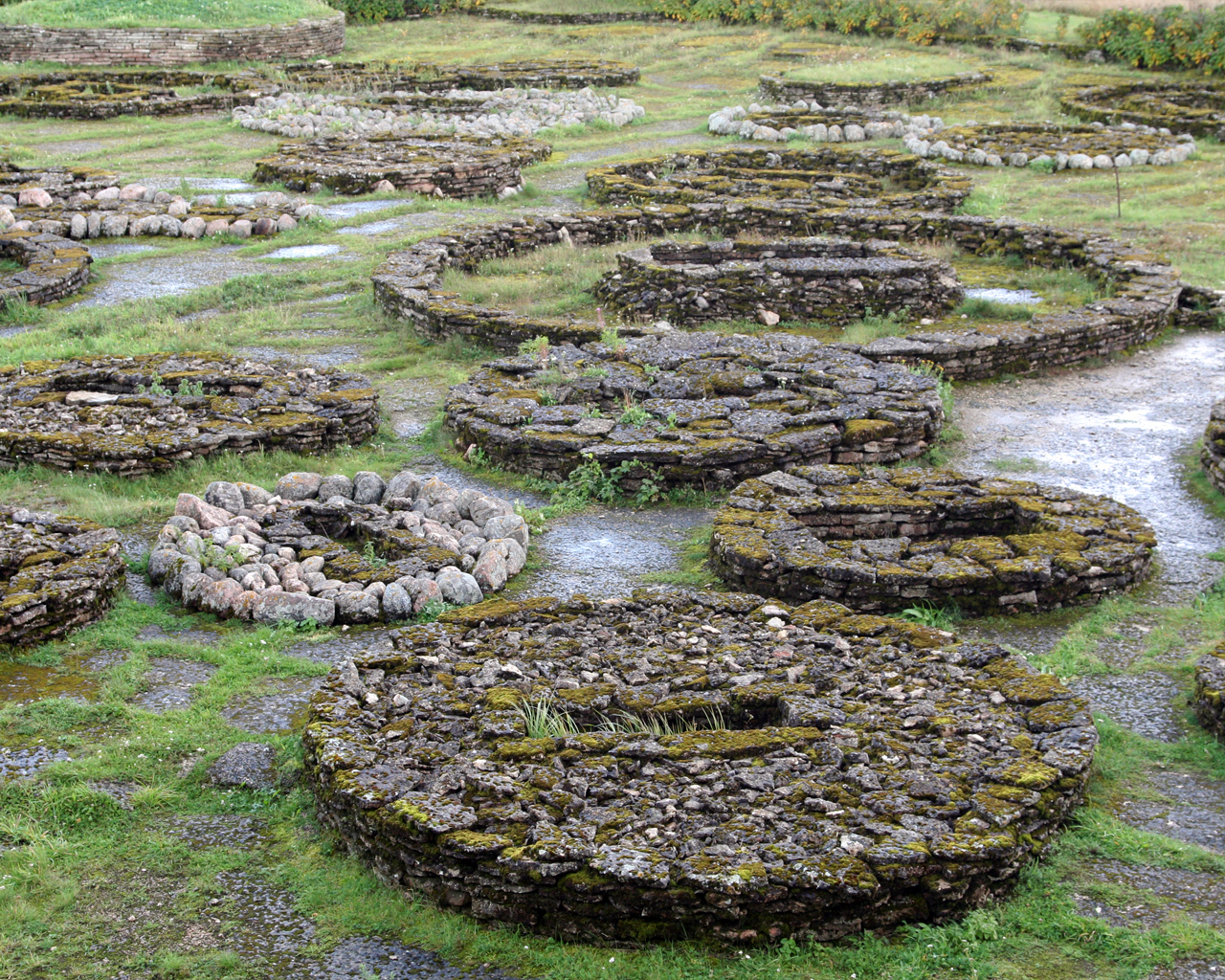
Cementiris de pedres de l'edat de bronze a l'Estònia septentrional

Estònia va ser habitada pels humans per primera vegada fa uns 10.000 anys aproximadament, just després que el llac glaçat bàltic retrocedís d'aquest territori. Tot i que no es tenen evidències de quines eren les llengües que parlaven aquests primers colonitzadors, sovint es considera que els primers parlants de llengües uralianes relacionats amb els estonians moderns van arribar a l'actual Estònia fa uns 5.000 anys. Això fa que els estonians són considerats el poble europeu que ha viscut de manera permanent en el mateix lloc durant més temps. Per altra banda, algunes estimacions lingüístiques suggereixen que la llengua finno-úgrica va arribar al Mar Bàltic molt posteriorment, potser durant els inicis de l'edat de bronze (cap al 1800 aC).
Es creu que el nom Eesti o Estònia deriva de la paraula estis, el nom que donaven els antics germànics als pobles bàltics que vivien al nord-est del riu Vístula. L'historiador romà Tàcit, al 98 aC, fou el primer que va mencionar els estis per escrit. Els primers escandinaus van anomenar a la terra al sud del Golf de Finlàndia, Eistland, i als seus habitants, eistr. Els proto-estonians, igual que altres grups humans de les llengües finlandeses, van ser anomenats chuds (чудь) en les cròniques de l'antic eslau oriental.
L'estonià pertany a les llengües baltofineses, un grup de lesllengües uralianes. El primer llibre conegut en estonià fou editat el 1525, tot i que els primers texts escrits en estonià apareixen en cròniques del segle xiii. Una tesi doctoral de la Universitat de Tartu afirma que tot i que els estonians parlen una llengua baltofinesa, són genèticament més propers als seus veïns letons i lituans que als polonesos o als russos. Aquesta mateixa tesis afirma que els estonians són el poble més proper dels finlandesos.

### Consciència nacional

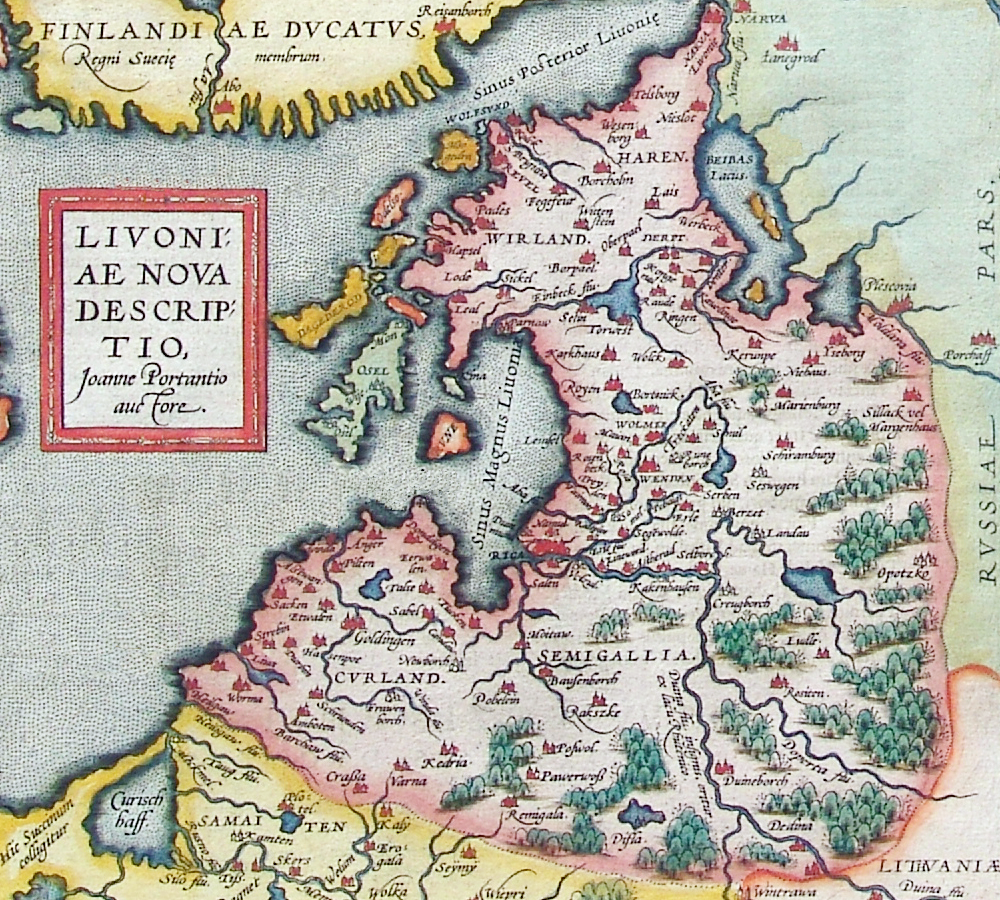
Livònia al 1573

Tot i que la consciència nacional estònia va esdevenir significativa al segle xix, en el moviment de la Revifalla nacional estonia, ja anteriorment hi hagué successos i iniciatives que van precedir aquest moviment nacionalista. Per exemple, ja al segle xviii molts estonians es consideraven a si mateixos eestlane. La Bíblia fou traduïda a l'estonià el 1739 i el nombre de llibres publicats en aquesta llengua van passar dels 18 a la dècada de 1750 als 54 durant la dècada de 1790. A finals del segle xviii mes de la meitat dels adults estonians sabien llegir en la seva llengua. Els primers intel·lectuals que es van identificar com estonians a si mateixos van ser Friedrich Robert Faelhlmann (1798-1850), Kristjan Jaak Peterson (1801-22)i Friedrich Reinhold Kreutzwald (1803-92). Des del segle xiii les elits havien estat germanòfiles. Garlieb Merkel (1769-1850), un alemany del Bàltic estofílic (amic dels estonians), fou el primer autor que va considerar els estonians com una nacionalitat igual a les altres i va inspirar el moviment nacional estonià, emmirallat en món cultural germànic del Bàltic de mitjan segle xix. De totes maneres, a mitjans d'aquest segle, els estonians van esdevenir més ambiciosos en les seves reclamacions nacionalistes i van seguir el moviment finlandès nacional de la Fennomania i van inspirar al Moviment Nacionalista Letó. A finals de la dècada de 1860 els estonians es van tornar reticents contra l'hegemonia cultural i política germànica. Tot i això, a la dècada de 1880, els estonians van començar a patir intents de russificació per part de l'Imperi Rus.
Els estonians tenen forts lligams amb les nacions nòrdiques degut a la influència rebuda per centenars d'ocupació escandinava i germànica i a la seva proximitat cultural i lingüística. Tot i això, els estonians es consideraven a si mateix tant nòrdics com bàltics sobretot degut a la seva afinitat ètnica i cultural amb els finlandesos.

Bandera de la República Socialista Soviètica d'Estònia

Quan Estònia va obtenir la independència de Rússia el 1918, en el Tractat de Pau de Tartu, els estonians que vivien a Rússia van tenir l'opció d'obtindre la ciutadania estonia (eren anomenats optandid) i d'anar a viure a Estònia. S'estima que a la dècada de 1920 hi havia uns 40.000 estonians que vivien a Rússia i que uns 37.578 estonians van anar a viure al seu país d'origen entre el 1920 i el 1923.

### Història recent

#### 1940-91
Hi va haver molts estonians que van patir deportacions organitzades pels programes de migracions de masses de la Unió Soviètica cap a Rússia i altres parts de l'estat. Aquesta també va fer que molts russos anessin a viure a les zones urbanes d'Estònia. Van ser particularment destacades les deportacions en massa practicades per Stalin durant el temps de la guerra.

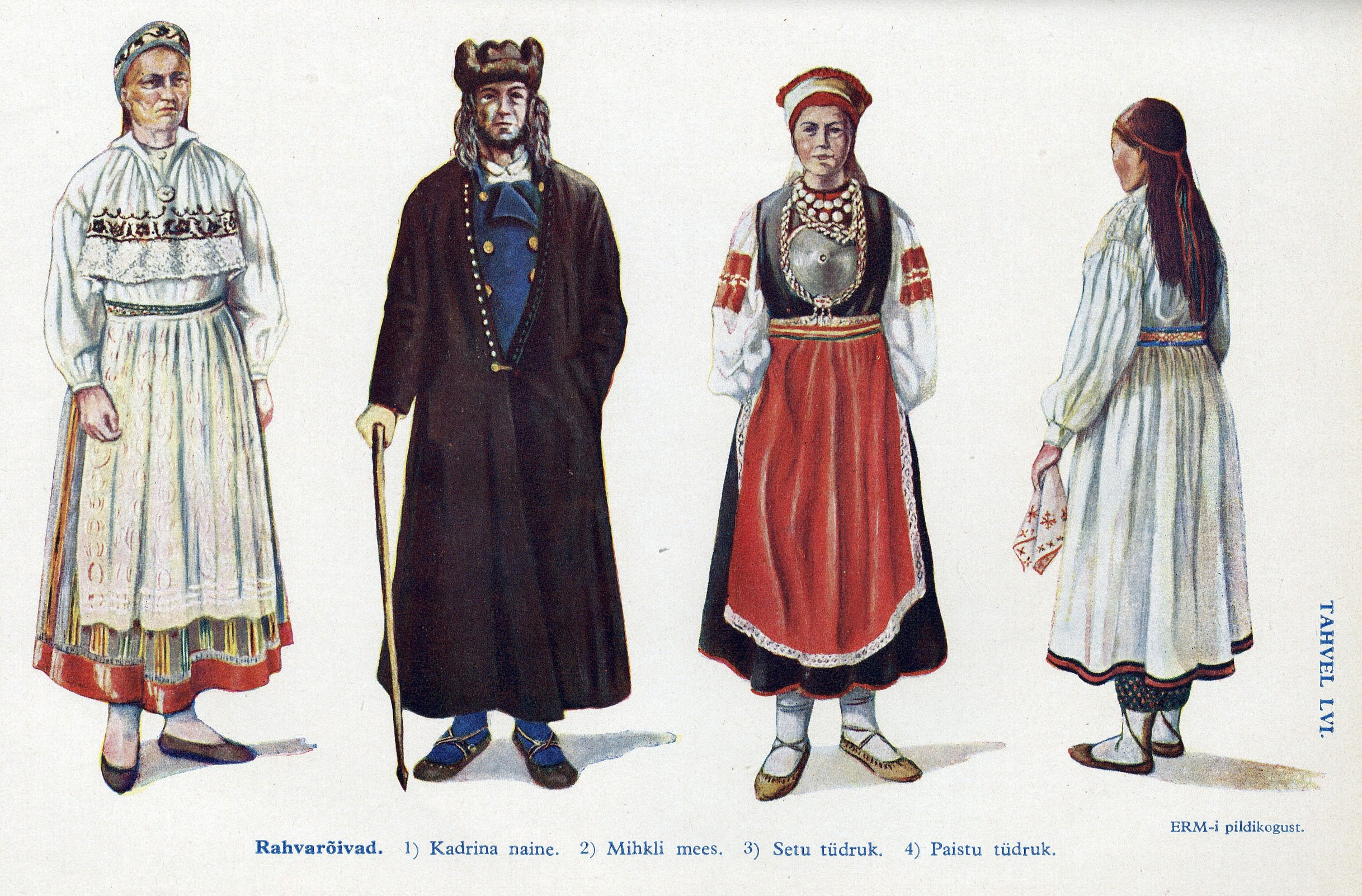
Vestits nacionals Estonis:
1. Kadrina 2. Mihkli 3. Setos 4. Karksi

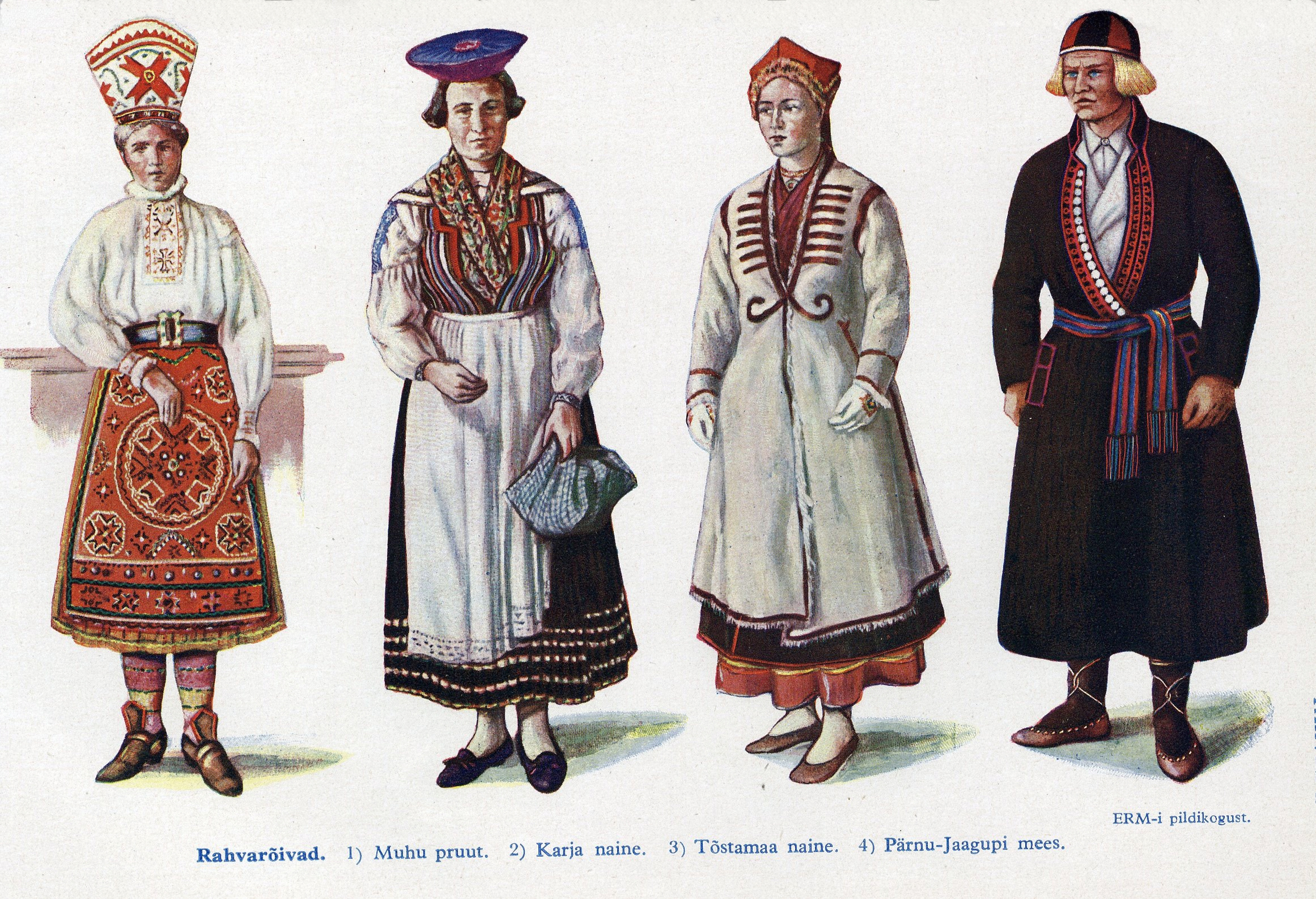
Vestits nacionals estonians:
5. Muhu 6. Karja 7. Tõstamaa 8. Pärnu-Jaagupi

#### 1991-present
Els estonians han esdevingut el grup ètnic majoritari d'Estònia després que aquesta obtingués la independència i van fundar un estat nació que, degut a la seva minsa població ha blindat estrictament la possibilitat que els estrangers obtinguin la ciutadania. No es permeten ciutadanies duals i els individus que abandonen la seva ciutadania estoniana no la poden recuperar.

## Emigració i diàspora
Durant la Segona Guerra Mundial, quan Estònia va ser ocupada per l'exèrcit soviètic el 1944, molts estonians van es van exiliar del seu territori per via marítima a través del mar Bàltic. Molts dels refugiats que van sobreviure en el seu viatge cap a Suècia o Alemanya van emigrar posteriorment cap al Canadà, el Regne Unit, els Estats Units o Austràlia. Alguns d'aquests refugiats i els seus descendents van tornar a Estònia després de la independència del país el 1991.
Des de la independència ha augmentat el nombre d'estonians que han emigrat per treballar a altres països, sobretot a Finlàndia, però també a altres països europeus. Estònia ha esdevingut el país europeu amb una major taxa d'emigració. Això és degut, en part, a la fàcil accessibilitat que tenen per anar a Finlàndia.
Com que Estònia té un baix índex de natalitat i una alta taxa d'emigració, el govern ha pres mesures per a augmentar la natalitat i fer que els emigrants retornessin al país. El president Toomas Hendrik Ilves va donar suport a la campanya Talendid koju! (que els talents tornin a casa) que animava a promoure el retorn dels estonians emigrats que tenen talents que fan falta a Estònia.

### Estonians al Canadà
La comunitat permanent més importants d'estonians a l'exterior del país està al Canadà; allà hi ha uns 24.000 estonians (tot i que algunes dades diuen que n'hi ha més de 50.000). A finals de la dècada de 1940 i a inicis de la dècada de 1950 van arribar uns 17.000 estonians al Canadà. Toronto és la ciutat amb una població d'estonians més nombrosa fora d'Estònia. El 1972 es va celebrar en aquesta ciutat el primer Festival estonià mundial. Endel Tulving i Elmar Tampõld són alguns dels estonians canadencs més famosos.

## Estonians notables

### Arquitectes
- Andres Alver (1953)
- Dmitri Bruns (1929)
- Karl Burman (1882–1965)
- Madis Eek (1966)
- Eugen Habermann (1884–1944)
- Georg Hellat (1870–1943)
- Otto Pius Hippius (1826–1883)
- Erich Jacoby (1885–1941)
- Herbert Johanson (1884–1964)
- Peep Jänes (1936)
- Louis I. Kahn (1901–1974), (USA)
- Raine Karp (1939)
- Alar Kotli (1904–1963)
- Edgar-Johan Kuusik (1888–1974)
- Ernst Gustav Kühnert (1885–1961)
- Vilen Künnapu (1948)
- Leonhard Lapin (1947)
- Elmar Lohk (1901–1963)
- Margit Mutso (1966)
- Robert Natus (1890–1950)
- Uno Prii (1924–2000)
- Raivo Puusepp (1960)
- Jacques Rosenbaum (1878–1943)
- Eugen Sacharias (1906–2002)
- Olev Siinmaa (1881–1948)
- Elmar Tampõld (1920)

### Empresaris i polítics
- Hardo Aasmäe (1951), geògraf, polític i enciclopedista
- Andrus Ansip (1956), polític
- Jaan Anvelt (1884–1937), polític
- Ado Birk (1883–1942), polític
- Ivi Eenmaa (1943), bibliotecari i polític
- Kaarel Eenpalu (Karl Einbund, 1888–1942), polític
- Ene Ergma (born 1944), polític
- Magnus Gabriel De la Gardie (1622–1686), polític (Suècia)
- Toomas Hendrik Ilves (1953), periodista, polític, president d'Estònia
- Ernst Jaakson (1905–1998), diplomàtic
- Steve Jurvetson (born 1967), empresari (USA)
- Siim Kallas (born 1948), polític
- Carmen Kass (born 1978), supermodel, actriu, política
- Tunne Kelam (born 1936), polític
- Tõnis Kint (1896–1991), polític
- Mihkel Klaassen (1880–1952), judge estatal
- August Koern (1900–1989), polític i diplomàtic
- Eerik-Niiles Kross (1967), diplomàtic i polític
- Mart Laar (1960), polític i historiador
- Rein Lang (1957), periodista, polític i empresari
- Robert Lepikson (1952–2006), empresari, polític
- Peeter Lepp (1943), polític
- Jürgen Ligi (1959), polític
- Elmar Lipping (1906–1994), polític
- Hjalmar Mäe (1901–1978), politician
- Linnart Mäll (1938), orientalista, polític
- Harry Männil (1920–2010), empresari, col·leccionista d'art
- Heinrich Mark (1911–2004), polític
- Jaan Manitski (1942), empresari, polític
- Maret Maripuu (1974), polític
- Lennart Meri (1929–2006), escriptor, director de cinema, president
- Jüri Mõis (1956),empresari, polític
- Aarni Neuvonen
- Kristiina Ojuland (1966), polític
- Lembit Öpik (1965), polític (Regne Unit)
- Rein Otsason (1931–2004), economista, empresari
- Siiri Oviir (1947), polític
- Ivari Padar (1965), polític
- Tõnis Palts (1953), polític, empresari
- Sir Arvi Parbo (1926), empresari(Austràlia)
- Juhan Parts (1966), polític
- Keit Pentus (1976), polític
- Hanno Pevkur (1977), polític
- Jüri Pihl (1954), polític
- Konstantin Päts (1874–1956), periodista, polític, antic president
- Jaan Poska (1866–1920), diplomàtic, polític
- Valdo Randpere (1958), empresari, músic
- August Rei (1886–1963), polític, diplomàtic
- Alfred Rosenberg (1893–1946), polític, ideòleg (Alemanya)
- Arnold Rüütel (1928), polític, president
- Edgar V. Saks (1910–1984), home d'estat, historiador i autor
- Edgar Savisaar (born 1950), polític
- Johannes Sikkar (1897–1960), polític
- Jaanus Silla (born 1969), promotor indústria cinema
- Artur Sirk (1900–1937), advocat, polític
- Otto Strandman (1875–1941), polític
- Rein Taagepera (1933), polític, científic
- Jaak Tamm (1950–1999), polític
- Alexei Tammet-Romanov (mort 1977), impostor romanov
- Andres Tarand (1940), polític
- Indrek Tarand (1964), polític, historiador, periodista
- Enn Tarto (1938), dissident, polític
- Otto Tief (1889–1976), polític, militar
- Jaan Tõnisson (1868–1941?/no conegut), periodista, polític
- Jüri Uluots (1890–1945), advocat, polític
- Aleksander Warma (1890–1970), polític, militar
- Priit Vilba (1953), empresari, polític
- Jüri Vilms (1889–1918), advocat, polític
- Toomas Vilosius (1951), polític
- Tiit Vähi (1947), empresari, polític

### Escriptors
- Friedrich Reinhold Kreutzwald
- Friedrich Robert Faehlmann
- Johann Voldemar Jannsen
- Kristian Jaak Peterson
- Ferdinand Johann Wiedemann

### Esportistes
- Tõnu Endrekson
- Jüri Jaanson
- Kaia Kanepi
- Valeri Gueórguievitx Karpin
- Markko Märtin
- Alfred Neuland
- Erki Nool
- Mart Poom

#### Ciclistes
- Gert Jõeäär
- Tanel Kangert
- Jaan Kirsipuu
- Jaanus Kuum
- Erki Pütsep
- Erika Salumäe
- Rein Taaramäe
- Janek Tombak

#### Jugadors d'escacs
- Jaan Ehlvest
- Carmen Kass
- Paul Keres
- Lionel Kieseritzky
- Kaido Külaots
- Iivo Nei
- Lembit Oll
- Olav Sepp